# سیارک ۸۵۸۵
سیارک ۸۵۸۵ (به انگلیسی: 8585 Purpurea، نامگذاری:2025P-L) هشت هزار و پانصد و هشتاد و پنجمین سیارک کشف شده‌است که در ۲۴ سپتامبر ۱۹۶۰ کشف شد.
قدر مطلق سیارک برابر ۱۲٫۹۰ است.